# Bolivar (Missouri)
Pour les articles homonymes, voir Bolívar.
La ville de Bolivar est le siège du comté de Polk, situé dans l'État du Missouri, aux États-Unis. Lors du recensement de 2010, elle comptait 10 325 habitants.